# Иратаис (нос)
Носът Иратаис (на английски: Iratais Point) е скалист морски нос, най-южната точка на остров Дезълейшън (Отчаяние) край северния бряг на остров Ливингстън. Разположен на 3,33 км на юг-югоизток от нос Дейнджър, 10,55 км на запад-югозапад от нос Уилямс, 9,75 км на север-североизток от нос Сидънс и 23,27 км източно от нос Ширеф. Отделен е от Миладиновите острови на юг с протока Нек ор Нътинг. Районът е посещаван от ловци на тюлени през 19 век.
Координатите му са: 62°28′10″ ю. ш. 60°20′16″ з. д. / 62.469444° ю. ш. 60.337778° з. д..
Наименуван е на кавхан Иратаис, управител на Южното Черноморие при българския владетел кан Крум Страшни (9 век). Името е официално дадено на 15 декември 2006 г.
Британско картографиране от 1822 г. и 1968 г., чилийско от 1971 г., аржентинско от 1980 г., българско от 2005 г. и 2009 г.

## Карти
- L.L. Ivanov et al. Antarctica: Livingston Island and Greenwich Island, South Shetland Islands. Scale 1:100000 topographic map. Sofia: Antarctic Place-names Commission of Bulgaria, 2005.
- L.L. Ivanov. Antarctica: Livingston Island and Greenwich, Robert, Snow and Smith Islands. Scale 1:120000 topographic map. Troyan: Manfred Wörner Foundation, 2009. ISBN 978-954-92032-6-4